# Cattolica Assicurazioni
Die Cattolica Assicurazioni S.p.A. war ein italienisches Versicherungsunternehmen, das 2022 von Generali Italia übernommen und 2023 mit Genertel fusioniert wurde. Seit Juli 2023 operiert Cattolica als Geschäftsbereich von Generali Italia.
Das Unternehmen war vom 27. November 2000 bis zum 12. August 2022 im FTSE Italia Mid Cap Index der Mailänder Börse gelistet (ISIN-Code: IT0000784154, Ticker: CASS).

## Geschichte

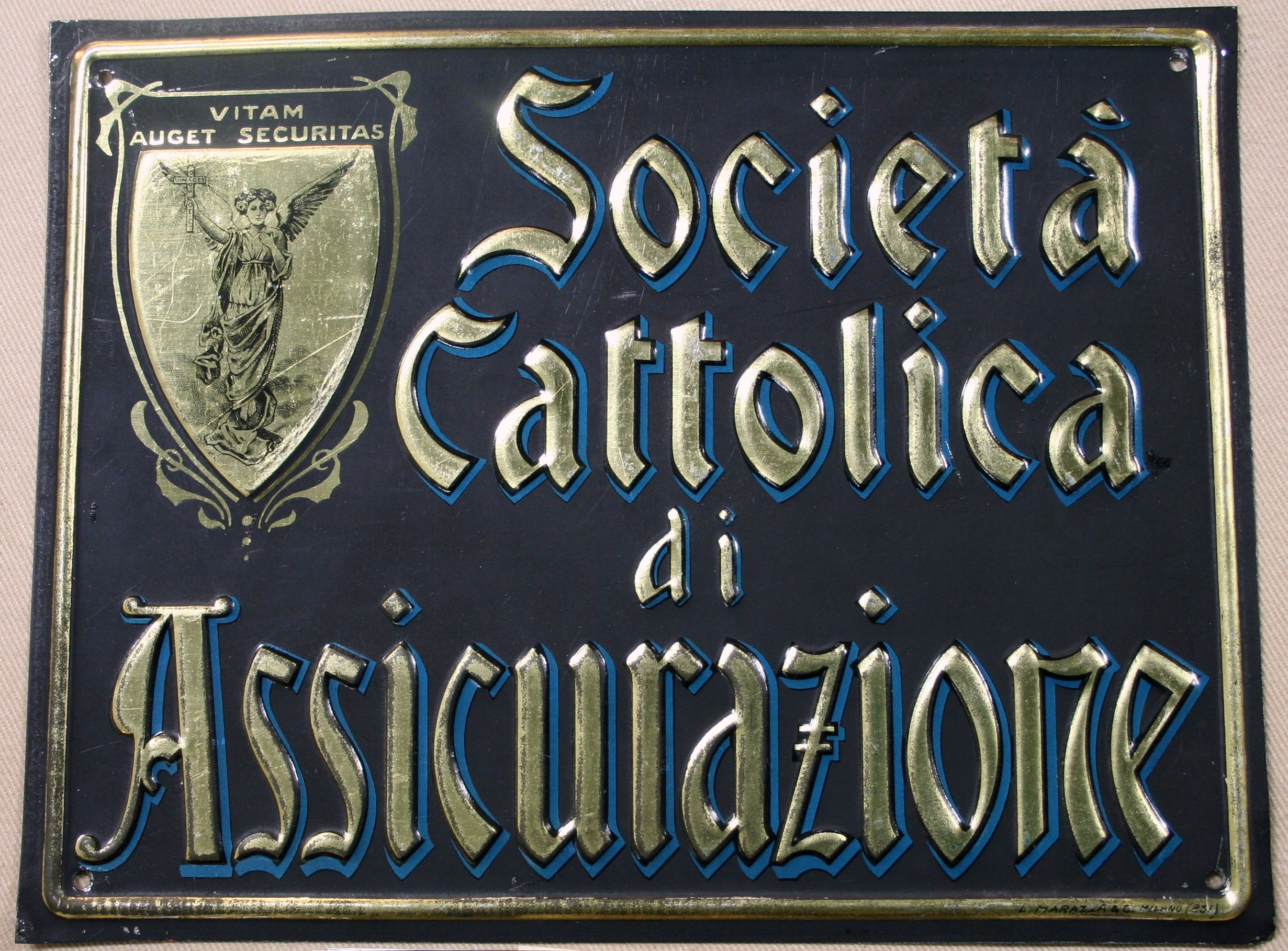

Die Società Cattolica d’Assicurazione wurde am 27. Februar 1896 in Verona als Genossenschaft gegründet, inspiriert von der Soziallehre der katholischen Kirche und der Enzyklika Rerum Novarum von 1891.
Zu den 34 Gründungsmitgliedern und 36 Aktionären gehörten Nicolò Rezzara, Cesare Algranati, Stanislao Medolago Albani und Giuseppe Tovini. Ziel war es, kleine Landbesitzer vor Schäden durch Hagel und Wetterereignisse zu schützen, was sich auch im Symbol der Gesellschaft widerspiegelt (ein Engel mit dem lateinischen Motto „vitam auget securitas“ – Sicherheit erhöht das Leben). Das Unternehmen erfüllte sowohl wirtschaftliche als auch soziale Funktionen.
1898 wurde die Sparte Feuerversicherungen eingeführt, und 1900 wurde die Tätigkeit um Lebensversicherungen erweitert. Die Lebensversicherungssparte wurde jedoch 1912 mit der Gründung des INA und dessen Monopol wieder eingestellt.
Die Zeit um den Ersten Weltkrieg war aufgrund des Krieges und der Verbreitung der Reblaus (Phylloxera) schwierig.
Nach dem Ende des Lebensversicherungsmonopols nahm Cattolica 1924 die Lebensversicherung wieder auf. In den folgenden Jahrzehnten wuchs das Unternehmen weiter und diversifizierte seine Aktivitäten und Vertriebskanäle.
Nach dem Zweiten Weltkrieg blieb es das einzige italienische Versicherungsunternehmen, das eine genossenschaftliche Struktur beibehielt.

### Die Cattolica-Gruppe
1976 begann Cattolica mit Verona Assicurazioni zu expandieren und ihre Marktpräsenz durch ein Netzwerk von Mehrfachagenten auszubauen.
In den 1990er Jahren war Cattolica eines der ersten Versicherungsunternehmen, das eine Multikanal-Strategie einführte, indem es neben Agenturen auch die Bancassurance einsetzte. 1989 förderte sie die Gründung von Arca Vita, und 1996 wurde Risparmio e Previdenza gegründet. Ebenfalls 1996 wurde Cattolica Aziende gegründet, eine Einheit für Großunternehmen.
Im Jahr 2000 wurde das Unternehmen an der italienischen Börse notiert und gründete zwei neue Lebensversicherungsgesellschaften: BPV Vita und Lombarda Vita. Zur gleichen Zeit schlossen sich Duomo Assicurazioni, Maeci, Maeci Vita und Duomo Previdenza der Gruppe an.
2003 wurde Tua Assicurazioni gegründet, die auf Innovation ausgerichtete Gesellschaft der Cattolica-Gruppe, gefolgt von der Gründung der Fondazione Cattolica Assicurazioni im Jahr 2006, die das soziale Engagement des Unternehmens verkörpert.
2007 erwarb die Banca Popolare di Vicenza unter der Leitung von Gianni Zonin einen 8%-Anteil an Cattolica, der 2014 auf 15 % anstieg.
2012 erwarb Cattolica das Landgut Ca' Tron, das bis ins 16. Jahrhundert zurückreicht und ursprünglich von der Familie Tron als landwirtschaftlicher Betrieb eingerichtet wurde. Das Anwesen umfasst 2.000 Hektar und beherbergt den Campus eines Unternehmensinkubators (H-Farm).
2013 erwarb Cattolica 100 % von Fata Assicurazioni von Generali.
2014 wurde das Observatorium für religiöse und gemeinnützige Organisationen gegründet, das als Informationsinstrument für die Geschäftseinheit für religiöse Organisationen und den Dritten Sektor dient.
Im Juni 2017 wurde Alberto Minali, ein ehemaliger Generali-Manager, zum CEO ernannt und ersetzte Giovan Battista Mazzucchelli. Dies führte zu einer Erneuerung des Managements.
Nach der Liquidation der Banca Popolare di Vicenza erwarb der US-amerikanische Finanzier Warren Buffett im Oktober 2017 15,7 Millionen Aktien, wodurch Berkshire Hathaway Inc. mit einem Anteil von 9,05 % zum größten Aktionär des Unternehmens wurde.
Im April 2018 kam es zu einer Änderung der Unternehmensführung: Während das genossenschaftliche Modell beibehalten wurde, stimmte die Hauptversammlung für eine Öffnung gegenüber Kapitalaktionären, die somit im Verwaltungsrat vertreten sein konnten. Im Oktober 2019 entzog der Verwaltungsrat Alberto Minali die operativen Befugnisse und ernannte den Generaldirektor Carlo Ferraresi zum CEO.
Im Mai 2020 forderte Ivass (die Aufsichtsbehörde der Branche) von der Führung von Cattolica eine Kapitalerhöhung von 500 Millionen Euro bis zum 30. Oktober 2020 aufgrund von Solvabilitätsrisiken.

### Cattolica wird eine Aktiengesellschaft
Die fragmentierte Aktionärsstruktur der Genossenschaft erschwerte es, die erforderliche Kapitalerhöhung schnell umzusetzen. Am 25. Juni 2020 gaben Generali und Cattolica eine strategische Partnerschaft bekannt, bei der Generali durch eine reservierte Kapitalerhöhung in Höhe von 300 Millionen Euro zum größten Aktionär (24,4%) wurde, unter der Bedingung, dass Cattolica in eine Aktiengesellschaft umgewandelt wird.
Am 30. Juli 2020 stimmten die Aktionäre von Cattolica mit 70,7 % der Stimmen der Umwandlung in eine Aktiengesellschaft zu, und am 1. April 2021 nahm das Unternehmen den Namen Società Cattolica di Assicurazione S.p.A. an.
Nach dem Erfolg des Übernahmeangebots von Generali wurde die Generali-Gruppe am 5. November 2021 mit einem Anteil von 84,475 % zum kontrollierenden Aktionär von Cattolica Assicurazioni. Dieser Anteil stieg bis Juli 2022 auf 95,112 %.
Am 12. August 2022 wurde die Notierung und der Handel der Aktien des Versicherungsunternehmens an der Mailänder Börse eingestellt, da es vollständig von Generali für insgesamt rund 1,4 Milliarden Euro übernommen wurde.
Die Aktivitäten von Cattolica wurden jedoch fortgesetzt, und im September 2022 wurde eine Studie mit dem Titel „Der Non-Profit-Sektor im Wandel. Erster Bericht zu den Versicherungsbedürfnissen, -entscheidungen und -anforderungen von Organisationen“ vorgestellt. Die Studie wurde von der Gesellschaft in Zusammenarbeit mit der Katholischen Universität vom Heiligen Herzen durchgeführt und untersucht einen strategischen und wenig abgedeckten Sektor.
Am 28. März 2023 genehmigte Ivass die Fusion von Genertel mit Cattolica Assicurazioni, wobei die endgültige Umbenennung in Genertel (S.p.A.) erfolgte. Der rechtliche Sitz wurde nach Triest verlegt.
Ab dem 1. Juli 2023 wurde Cattolica zu einer Geschäftseinheit von Generali Italia und operiert weiterhin unter ihrer eigenen Marke.